# Nils-Per Skarseth
Nils-Per Skarseth (* 1. April 1945 in Oslo) ist ein ehemaliger norwegischer Skispringer.
Sein erstes großes Turnier bestritt Skarseth mit den Olympischen Winterspielen 1972 in Sapporo. Dort erreichte er von der Normalschanze den 33. Platz. Bei der Vierschanzentournee 1972/73 erreichte er mit dem 34. Platz in Innsbruck sein bestes Einzelergebnis bei der Tournee. In der Gesamtwertung erreichte er den 51. Platz. Bei den Norwegischen Meisterschaften 1973 in Lillehammer gewann er den Meistertitel von der Großschanze vor Lars Grini und Frithjof Prydz. Beim Training zum Auftaktspringen der Vierschanzentournee 1973/74 auf der Schattenbergschanze in Oberstdorf stürzte Skarseth und musste anschließend seine aktive Skisprungkarriere beenden.